# Ludwig Christoph Heinrich Hölty
Ludwig Christoph Heinrich Hölty (21. prosince 1748 Mariensee u Hannoveru – 1. září 1776 Hannover) byl německý lidový básník ze skupiny zvané Göttinger Hainbund.

## Život
Ludwig Hölty se narodil jako syn kazatele. Od roku 1769 studoval teologii a jazyky na univerzitě v Göttingenu. Jako obdivovatel německého básníka Klopstocka se přidal ke skupině zvané Göttinger Hainbund.